# Lista chorążych reprezentacji Kostaryki na igrzyskach olimpijskich
Lista chorążych reprezentacji Kostaryki na igrzyskach olimpijskich – lista zawodników i zawodniczek reprezentacji Kostaryki, którzy podczas ceremonii otwarcia nowożytnych igrzysk olimpijskich nieśli flagę Kostaryki.

## Chronologiczna lista chorążych
| Lp. | Rok i miejsce        | Chorąży                | Dyscyplina                               |
| --- | -------------------- | ---------------------- | ---------------------------------------- |
| 1   | 1936, Berlin         | Bernardo de la Guardia | Szermierka                               |
| 2   | 1964, Tokio          | Rafael Barquero        |                                          |
| 3   | 1968, Meksyk         | b.d.                   |                                          |
| 4   | 1972, Monachium      | b.d.                   |                                          |
| 5   | 1976, Montreal       | b.d.                   |                                          |
| 6   | 1980, Lake Placid    | Arturo Kinch           | Biegi narciarskie, narciarstwo alpejskie |
| 7   | 1980, Moskwa         | b.d.                   |                                          |
| 8   | 1984, Sarajewo       | b.d.                   |                                          |
| 9   | 1984, Los Angeles    | Mariano Lara           | Strzelectwo                              |
| 10  | 1988, Calgary        | Arturo Kinch           | Biegi narciarskie, narciarstwo alpejskie |
| 11  | 1988, Seul           | b.d.                   |                                          |
| 12  | 1992, Albertville    | b.d.                   |                                          |
| 13  | 1992, Barcelona      | b.d.                   |                                          |
| 14  | 1996, Atlanta        | Henry Núñez            | Judo                                     |
| 15  | 2000, Sydney         | Karina Fernández       | Triathlon                                |
| 16  | 2002, Salt Lake City | b.d.                   |                                          |
| 17  | 2004, Ateny          | David Fernández        | Judo                                     |
| 18  | 2006, Turyn          | Arthur James Barton    |                                          |
| 19  | 2008, Pekin          | Allan Segura           | Lekkoatletyka                            |
| 20  | 2012, Londyn         | Gabriela Traña         | Lekkoatletyka                            |
| 21  | 2016, Rio            | Nery Brenes            | Lekkoatletyka                            |